# 杭瀬川

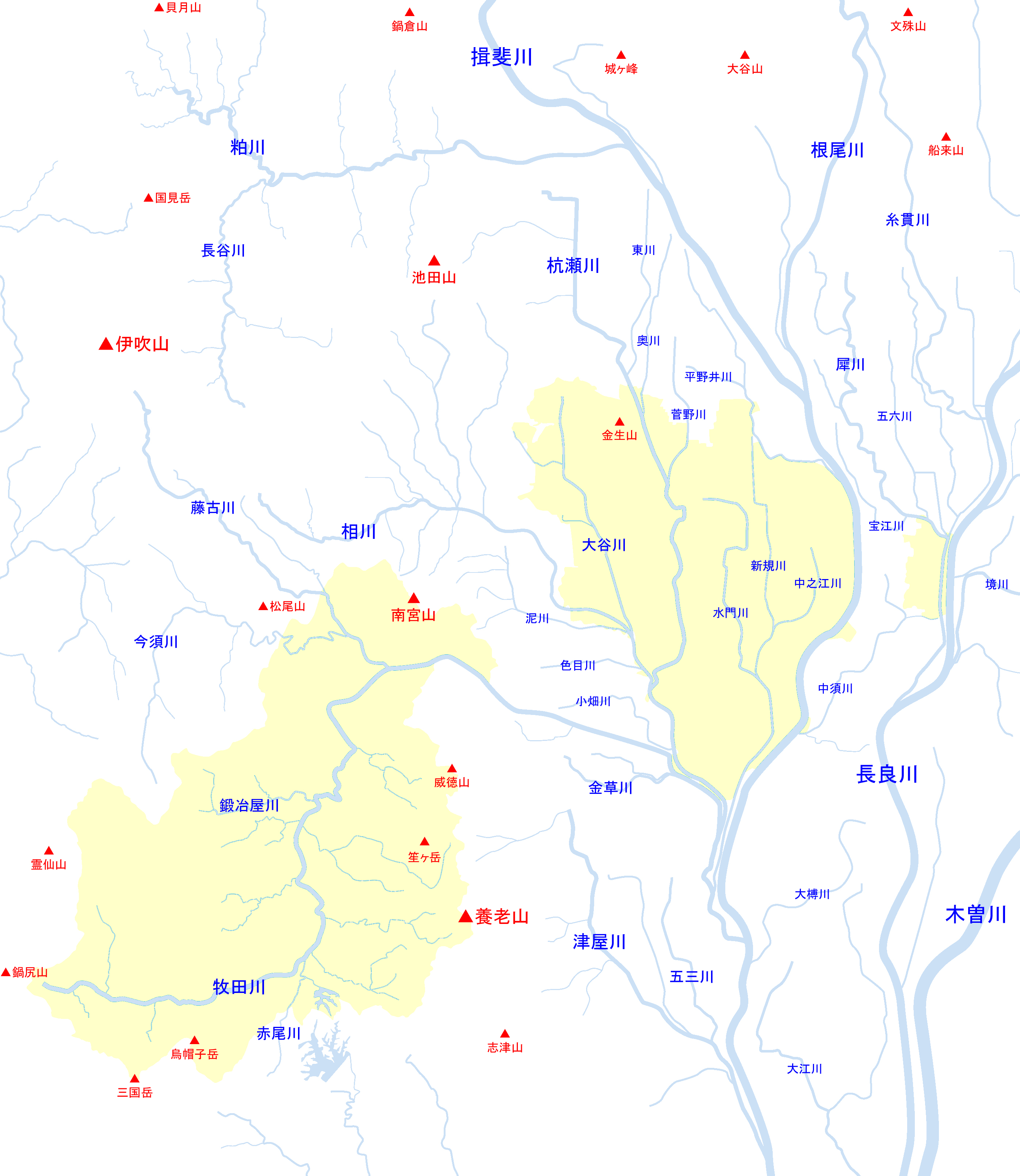
大垣市周辺河川の位置関係図

杭瀬川あるいは株瀬川（くいせがわ、くいぜがわ）は、木曽川水系の河川。岐阜県揖斐郡池田町・大垣市・養老郡養老町・安八郡輪之内町を流れる。牧田川・揖斐川を経て伊勢湾に至る木曽川の3次支川。久瀬川・赤坂川とも呼ばれる。

## 概要
岐阜県揖斐郡池田町の池田山周辺の谷川や、池田山扇状地群や揖斐川・粕川の扇状地扇端の湧水を水源とする。水源から東に流れ、平野部に出てからは南に流れを変え、金生山の東側・大垣市旧市街地の西側を通る。大垣市福田町付近で菅野川と、大垣市多芸島町付近で相川と合流する。大垣市高渕町付近から牧田川と並行し、養老町大野付近で牧田川に合流する。河川法における河川区間は約24キロメートル。
「杭瀬川の蛍」は大垣市指定天然記念物となっている。

## 歴史

### 中世以前

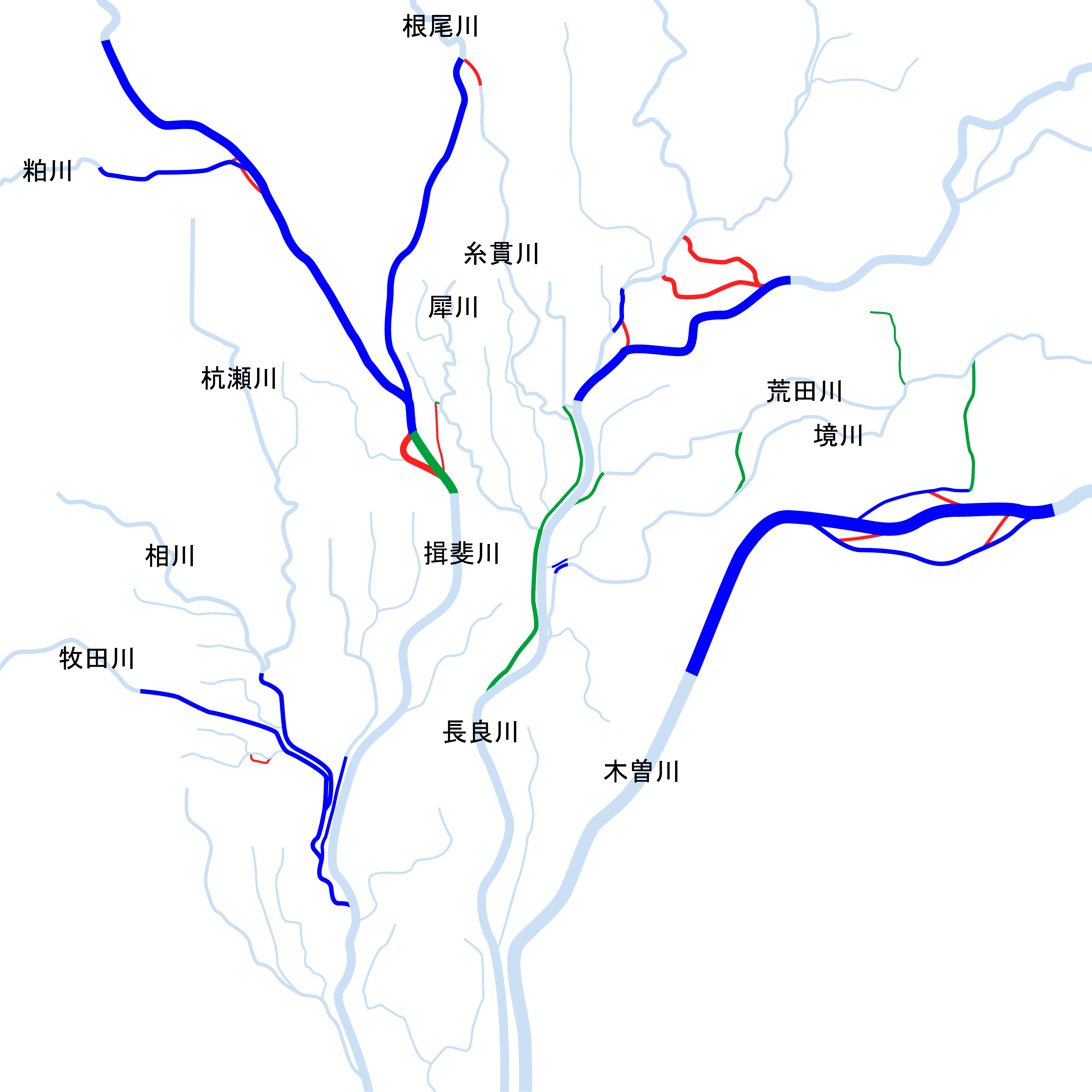
木曽川上流改修工事前後の河道比較。青線部が拡幅・線形改善などが行われた箇所、緑線部が新規開削箇所、赤線部が廃川など。

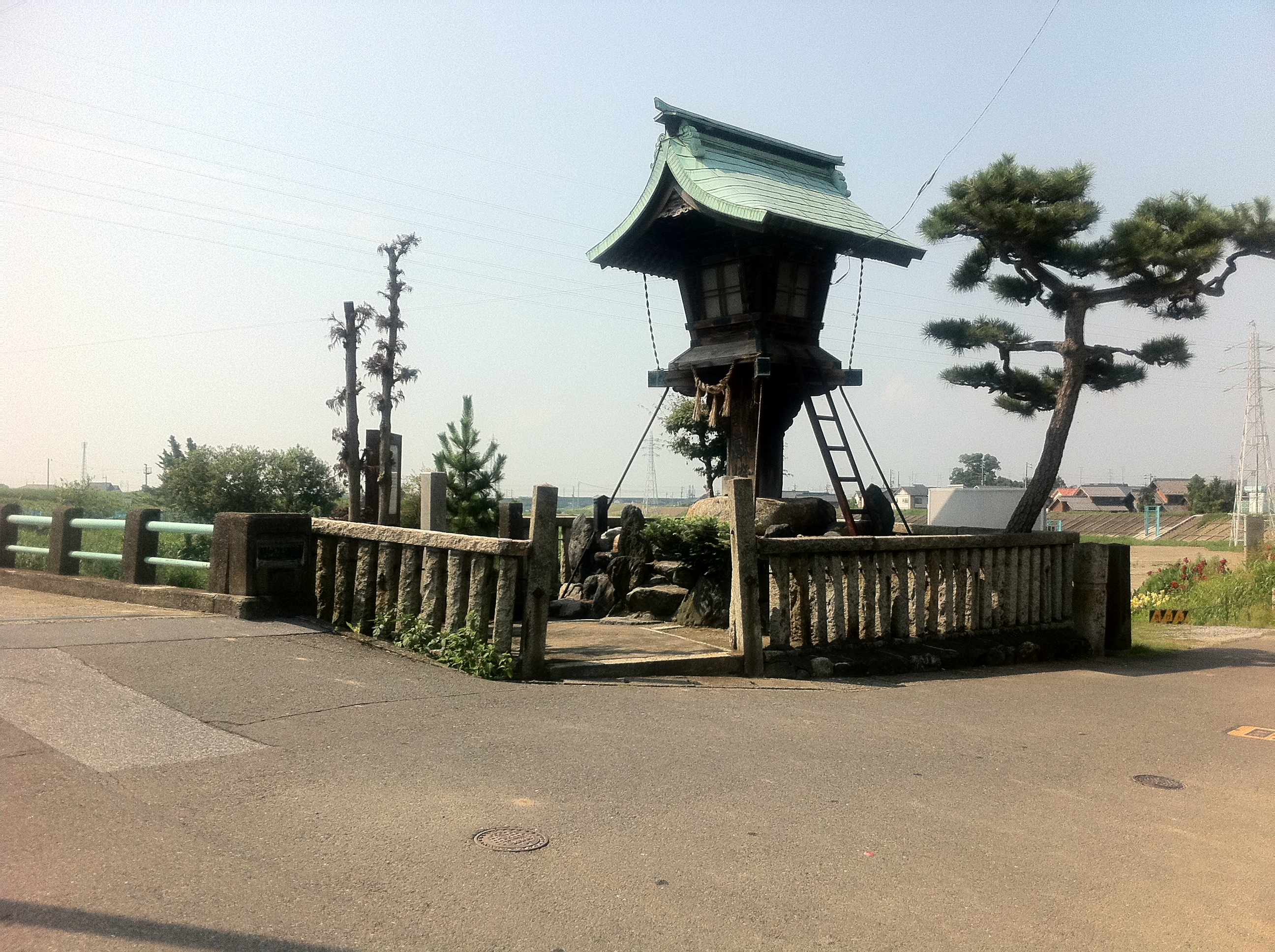
塩田橋西詰の常夜灯 1880年建立（大垣市）

1530年（享禄3年）の大洪水以前の揖斐川本流は、池田町杉野付近から南流し、現在の杭瀬川筋を流れていた。金生山麓の赤坂町は東山道（中山道）の宿場町であったため、古い史料にも杭瀬川の名前が登場することも多い。『新撰美濃志』には、
杭瀬川は邑の東に当郡（不破郡）と安八郡のさかひなり。むかしの流れは大野・池田両郡より出で，呂久川とたがひに合流あるひは分派したりしが，いつの頃か淵瀬かはりて，今ここなるは大川ならず。川下大垣の西に久世川村あり。此川の名の残れるなり。むかしは赤坂を杭瀬川の宿といひて旅人休泊せし由は—『新撰美濃志』
と記されており、その中で『吾妻鏡』や『源平盛衰記』などの記録を挙げている。なお「呂久川」とは現在の揖斐川筋を流れた杭瀬川の支派川である。川の名前の由来について、
当代記の東照宮ここに御陣営あらせられし条に……清見原（天武天皇）御勝利にて候，於杭瀬川洗痢其苦治給故に其名を苦医瀬川といふと風土記にも書申候と言上—『新撰美濃志』
と記されている。また、『新撰美濃志』には流れが緩やかで水量が安定しているため農業用水や水運に利用されたことも記されており、明治時代末から大正時代中頃には金生山の石灰岩を利用した石灰製造業による水運が盛んであった。
1600年（慶長5年）9月14日には関ヶ原の戦いの前哨戦として杭瀬川の戦いが行われた。

### 近世
木曽川上流改修工事の付帯工事として行われた1950年（昭和25年）の改修工事以前は、牧田川とは大垣市高渕町付近で合流しており、現在並行する区間は一筋で流れていた。
2024年（令和6年）8月31日、台風10号の接近に伴う集中豪雨により池田町内で氾濫。岐阜県西濃地方では台風の接近に伴い断続的に強い雨が降り続き、氾濫危険水位を超えた杭瀬川では31日午前9時20分に大垣市赤坂東地区に警戒レベル4（避難指示）が出されていた。午前11時10分ごろには支川の東川との合流点付近で氾濫し、遊水地として整備された公園からも溢れたため周辺の住宅地に流れ込んだ。大垣市内では赤坂東地区の685世帯の2049人が被災し、赤坂大橋の観測所では正午過ぎに氾濫危険水位（2.5メートル）を大幅に超える3.53メートルを記録したが、同地区の被害については河川氾濫ではなく内水氾濫の可能性も指摘されている。

## 主な橋
- 養老大橋（国道258号）
- 柳橋（岐阜県道226号飯田島里線）
- 水都大橋（岐阜県道50号大垣環状線）
- 源氏大橋（市道高屋桧線）
- 杭瀬川橋（国道21号）
- 赤坂大橋（国道417号）
- 赤坂新橋（岐阜県道217号赤坂神戸線）
- 杭瀬川橋（岐阜県道53号岐阜関ケ原線）